# Капањано (Ређо Емилија)
Капањано је насеље у Италији у округу Ређо Емилија, региону Емилија-Ромања.
Према процени из 2011. у насељу је живело 24 становника. Насеље се налази на надморској висини од 510 м.